# Route 24 (Colombie-Britannique)
La Route 24 est une route de 97 km (60 mi) entre la route 97, au sud de 100 Mile House et la route 5 à Little Fort.
Bien qu'une route de gravier reliant 93 Mile House et Little Fort bien avant, l'actuelle route 24 n'a été construite qu'à partir de 1974. Une route de terre ouvrit en 1977 et l'asphaltage a été complété en 1981.

## Description du tracé

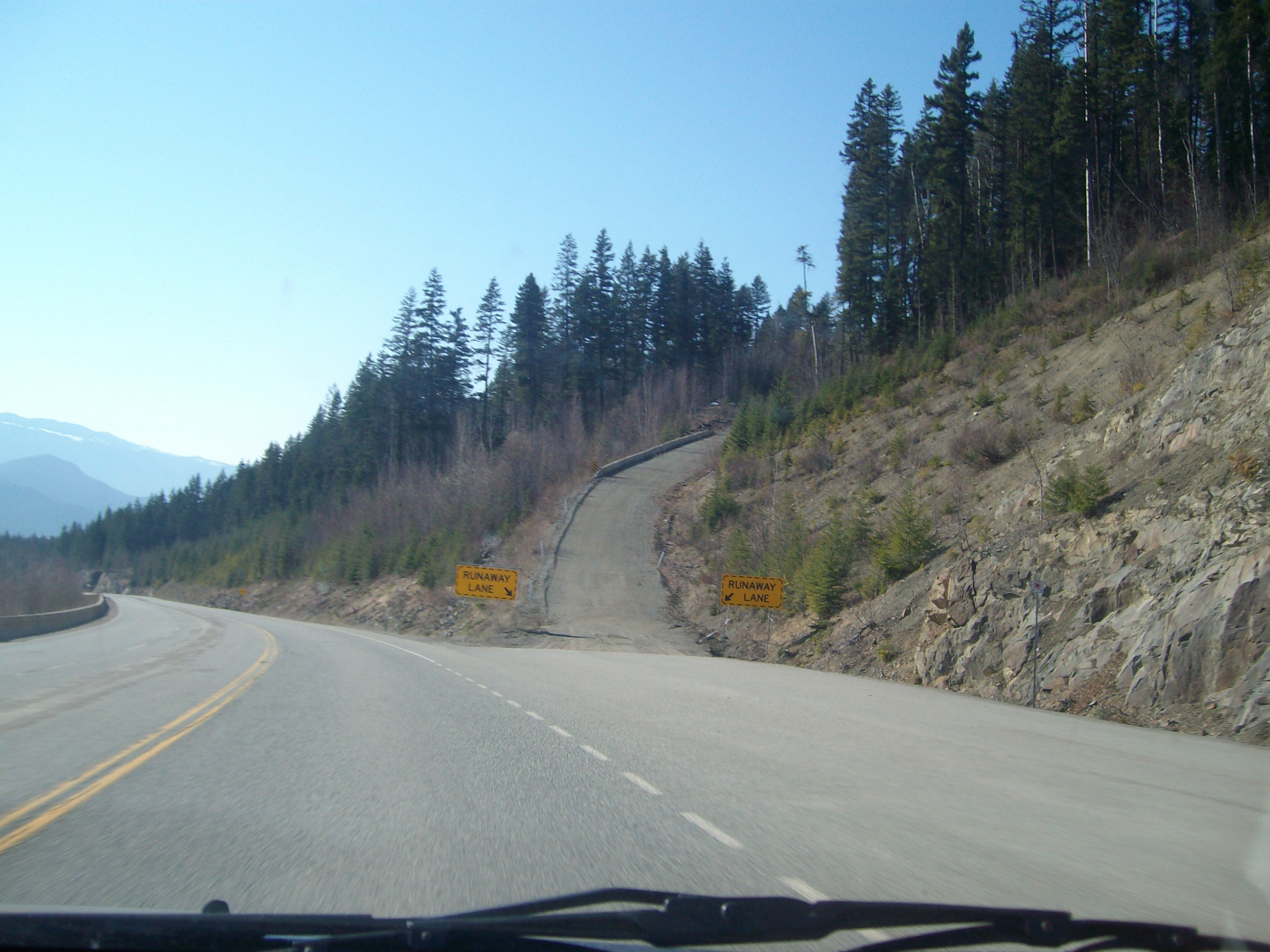
Route 24 près de Little Fort (avril 2011)

La route 24 chevauche les districts régionaux de Cariboo et de Thompson-Nicola. Elle débute à 93 Mile House, environ 11 km (7 mi) au sud de 100 Mile House. Après un trajet de 9 km (5,59 mi), elle passe par la communauté de Lone Butte. La route passe ensuite par plusieurs lacs de villégiature dont Sheridan Lake. Elle traverse la communauté de Bridge Lake 38 km (24 mi) plus loin. La route traverse alors 50 km (31 mi) de forêt avant d'atteindre son terminus est à Little Fort.

## Intersections majeures
| District régional | Ville         | km    | Destinations                        | Notes |
| ----------------- | ------------- | ----- | ----------------------------------- | ----- |
| Cariboo           | 93 Mile House | 0,00  | BC-97 – Cache Creek, 100 Mile House |       |
| Thompson-Nicola   | Little Fort   | 97,50 | BC-5 – Clearwater, Kamloops         |       |
|                   |               |       |                                     |       |